# Anthostema
Anthostema és un gènere que pertany a la família de les euforbiàcies amb tres espècies de plantes natives d'Àfrica i Madagascar.

## Taxonomia
El gènere va ser descrit per Adrien-Henri de Jussieu i publicat a De Euphorbiacearum Generibus Medicisque earumdem viribus tentamen, tabulis aeneis 18 illustratum 117. 1824.

## Espècies acceptades
A continuació s'ofereix un llistat de les espècies del gènere Anthostema acceptades fins a l'octubre de 2012, ordenades alfabèticament. Per cadascuna s'indica el nom binomial seguit de l'autor, abreujat segons les convencions i usos.
- Anthostema aubryanum Baill.
- Anthostema madagascariense Baill.
- Anthostema senegalense A.Juss.